# 救護業務軍
連邦軍救護業務軍（ドイツ語：Zentraler Sanitätsdienst der Bundeswehr）は、ドイツ連邦共和国における軍事組織（陸軍、海軍、空軍、救護業務軍、戦力基盤軍）における共通した医療・衛生業務を執行する軍隊。2010年時点で現役兵総員約23,500人。他の日本語訳としては衛生軍がある。
2000年10月1日に新設される。組織の位置としては、ドイツ連邦国防省連邦防衛軍における軍事機構分野（Militärische Organisationsbereiche）の軍隊（Streitkräfte）にあたる。かつての前身組織は横断的（querschnittlich）分野であったが、本組織は一軍運用され事実上の軍種として存在している。ただし、陸海空軍と異なり完全に独立してはおらず、連邦軍軍事機構の一部を構成している。
例外として小規模ながら海軍の艦艇乗り組み衛生専門家や各軍の航空機乗り組み衛生専門家は除外され、陸軍の衛生科や海軍および空軍特有の専門的衛生機関についてはそれぞれ独自に維持している。これらは「専門的衛生業務（Fachdienst Sanitätsdienst）」に属している。

## 概要
救護業務軍の任務は将兵達の健康状態の維持のために必要な処置を施すことを目的としている。この権限は衛生供給能力のおよぶ全ての範囲に適用される。救護業務軍は国内外で衛生業務を提供するため専門の部隊および施設を保有し運用している。特に、将兵達が国外派遣任務に際して健康上の危険性の脅威に晒されている点が重点的問題となっている。これについては派遣将兵が疾病、怪我のような事態にみまわれた際に現地で迅速な治療が施され、状態に応じてドイツ本国に送還してより高度な治療を受けられる態勢を確立する一般原則が有効となっている。
救護業務軍の最高幹部はドイツ連邦軍救護業務軍総監で最高幕僚機関に救護業務軍指揮幕僚監部がある。

## 任務
- 平時における（外国での）実作戦中の将兵のために、ドイツ国内と同等の高度医療の供給を保証。
- 実作戦や教育訓練で負傷または罹患した将兵の治療（STRATAIRMEDEVAC）。
- 全医療従事者に対する先進的な医学教育訓練。
- 災害時における民間緊急支援。
- 公共レスキュー役務への参加（民間医療ほか連邦軍が担当する分野としては、例として救急医やコ・メディカルを搭乗させているヘリコプター救急）。
- 連邦政府命令による外国への人道援助。
- 医薬品と衛生支援資器材の製造、保管および配給。
- 軍事医療分野の研究。
- 公務上の臨床検査の遂行。
- 商業医療・看護と適性検査（査閲、専門化適性検査）の協力。

## 下位組織
- 救護指揮司令部
  - 第1衛生司令部管区
  - 第2衛生司令部管区
  - 第3衛生司令部管区
  - 第4衛生司令部管区
  - 即応部隊救護業務集団
- 連邦軍衛生局
  - 連邦軍医科大学校　在ミュンヘン
  - 連邦軍医療職・環境保護研究所　在ベルリン
  - 連邦軍医療中央研究所　キール支所、コブレンツ支所、ミュンヘン支所
  - 連邦軍スポーツ医学研究所　在ヴァーレンドルフ
  - 連邦軍救護業務運用訓練・演習センター　在フェルトキルヒェン
  - 衛生教導連隊　在フェルトキルヒェン
  - 軍医療統計公報研究所　在アンダーナッハ
  - 連邦軍放射線生物学研究所　在ミュンヘン
  - 連邦軍微生物学研究所　在ミュンヘン
  - 連邦軍薬理学・毒物学研究所　在ミュンヘン

## 階級と制服について
救護業務軍は独自の制服を制定していない。救護業務軍構成員はそれぞれの出身母体である陸・海・空軍の制服を着用している。全制服着用者は所属を証明するため制式シャツにアスクレピオスの杖をあしらったラウンド型の識別バッジをワイシャツ襟の右側に装着して階級や出身軍種などを識別する。陸・空軍の制服着用者は銀色の、海軍および将官の制服着用者は金色の識別バッジを装着する。

### 陸軍と空軍
| 軍医科                                | 歯科                           | 薬剤科                              | 獣医科                              | 相当する階級                 |
| ------------------------------------- | ------------------------------ | ----------------------------------- | ----------------------------------- | ---------------------------- |
| 陸・空軍軍医大尉 Stabsarzt            | 陸・空軍歯科大尉 Stabsarzt     | 陸・空軍薬科大尉 Stabsapotheker     | 陸・空軍獣医大尉 Stabsveterinär     | 陸・空軍大尉 Hauptmann       |
| 陸・空軍軍医少佐 Oberstabsarzt        | 陸・空軍歯科少佐 Oberstabsarzt | 陸・空軍薬科少佐 Oberstabsapotheker | 陸・空軍獣医少佐 Oberstabsveterinär | 陸・空軍少佐 Major           |
| 陸・空軍軍医中佐 Oberfeldarzt         | 陸・空軍歯科中佐 Oberfeldarzt  | 陸・空軍薬科中佐 Oberfeldapotheker  | 陸・空軍獣医中佐 Oberfeldveterinär  | 陸・空軍中佐 Oberstleutnant  |
| 陸・空軍軍医大佐 Oberstarzt           | 陸・空軍歯科大佐 Oberstarzt    | 陸・空軍薬科大佐 Oberstapotheker    | 陸・空軍獣医大佐 Oberstveterinär    | 陸・空軍大佐 Oberst          |
| 陸・空軍軍医准将 Generalarzt          | 陸・空軍歯科准将 Generalarzt   | 陸・空軍薬科准将 Generalapotheker   | -                                   | 陸・空軍准将 Brigadegeneral  |
| 陸・空軍軍医少将 Generalstabsarzt     | -                              | -                                   | -                                   | 陸・空軍少将 Generalmajor    |
| 陸・空軍軍医中将 Generaloberstabsarzt | -                              | -                                   | -                                   | 陸・空軍中将 Generalleutnant |

### 海軍
| 軍医科                            | 歯科                        | 薬剤科                           | 相当する階級               |
| --------------------------------- | --------------------------- | -------------------------------- | -------------------------- |
| 海軍軍医大尉 Stabsarzt            | 海軍歯科大尉 Stabsarzt      | 海軍薬科大尉 Stabsapotheker      | 海軍大尉 Kapitänleutnant   |
| 海軍軍医少佐 Oberstabsarzt        | 海軍歯科少佐 Oberstabsarzt  | 海軍薬科少佐 Oberstabsapotheker  | 海軍少佐 Korvettenkapitän  |
| 海軍軍医中佐 Flottillenarzt       | 海軍歯科中佐 Flottillenarzt | 海軍薬科中佐 Flottillenapotheker | 海軍中佐 Fregattenkapitän  |
| 海軍軍医大尉 Flottenarzt          | 海軍歯科大佐 Flottenarzt    | 海軍薬科大佐 Flottenapotheker    | 海軍大佐 Kapitän zur See   |
| 海軍軍医准将 Admiralarzt          | 海軍歯科准将 Admiralarzt    | 海軍薬科准将 Admiralapotheker    | 海軍准将 Flottillenadmiral |
| 海軍軍医少将 Admiralstabsarzt     | -                           | -                                | 海軍少将 Konteradmiral     |
| 海軍軍医中将 Admiraloberstabsarzt | -                           | -                                | 海軍中将 Vizeadmiral       |